# Rondeldolk
En rondeldolk eller rondeldaggert er en daggert, der blev brugt i middelalderens Europa fra 1300-tallet. Den blev anvendt af alle fra købmænd til riddere. Rondeldolke blev båret i bæltet og kunne bruges som et arbejdsredskab eller blive brugt i slag eller ved ridderturneringer som sidevåben.

## Design og konstruktion
Bladet blev fremstillet af stål og var typisk langt (30 cm) og tyndt; det endte i en spids. Hele daggerten kunne være omkring 50 cm. Rondel betyder rund eller cirkulær; daggerten har sit navn efter den runde (nogle gange oktagonale) håndbeskyttelse og den runde eller sfæriske pommel (endeknoppen).
Bladtangen går gennem hele håndtaget, der er cylindrisk og normal fremstillet af træ eller ben. Tværsnittet på bladet er normalt diamantformet eller trekantet. Bladet er spidst i den ene ende og har som oftest også været slebet skarpt på den ene side. De var primært beregnet til at stikke med i enten over- eller underhåndsgreb. Nogle kan også have været brugt til at skære med. Den lange lige klinge har dog ikke været god til skære, men rondeldolke var ideelle til at stikke igennem ringbrynje og kan også have været brugt til at slå igennem pladerustning eller stikke ind imellem samlinger i rustningen eller hjelm. Det var ofte den eneste måde at slå en stærkt pansret ridder ihjel på.
Der findes enkelte eksempler på en fir-bladet rondeldolk med profil som et kors. Disse klinger har været uanvendelige til at skære eller bruge som arbejdsredskab og har udelukkende været brugt som sidevåben i krig. Disse er forgængeren til stiletknive fra 1500-tallet. Rondeldolke, der er på museum, er som regel de fornemste eksemplarer, der viser dygtigt håndværk og ofte ornamentering. Klingerne kan være indgraveret, grebene kunstfærdigt udskårne og parerbøjlen og pommelen fint dekoreret.

## Anvendelse
Rondeldolken udviklede sig i 1300-tallet fra daggerten, der blev andvendt i 1100- og 1200-tallet, for at kunne penetrere en pladerustning, der ligeledes udviklede sig i denne periode.
I 1400-tallet var den blevet et standardsidevåben for riddere og har været båret i slag som slaget ved Agincourt i 1415. Obduktionen af Richard 3., der er foretaget i moderne tid, viser, at han fik et stik fra en rondeldaggert i hovedet før andre fatale sår, da han døde under slaget ved Bosworth i 1485. Rondeldolke var ekstravåben, der blev brugt i nærkamp og var det sidste våben til forsvar. Da det var muligt at stikke gennem en rustning ved samlinger og visiret i hjelmen, kunne rondeldolke bruges til at åbne hjelme og rustninger.
I 1400-tallet blev daggerten også populær i middelklassen. En scene fra en miniature (ca. 1448), Girat de Roussillon viser tolv kirker i Frankrig, hvor købmænd og handlende ses med rondeldolke i bæltet.
Hans Talhoffer har adskillige eksempler på brug af rondeldolke i sine fægtebøger fra 1440'erne til 1460'erne. De viser forskellige kampteknikker med rondeldaggert, ubevæbnet kamp og kamp mod en modstander i rustning.